# جنيفر لين
جنيفر لين (بالإنجليزية: Jennifer Lin)‏ هي عازفة بيانو أمريكية، ولدت في 1990.